# Dichochrysa iberica
Dichochrysa iberica is een insect uit de familie van de gaasvliegen (Chrysopidae), die tot de orde netvleugeligen (Neuroptera) behoort. 
Dichochrysa iberica is voor het eerst wetenschappelijk beschreven door Navás in 1903.